# Nera Auto
Nera Auto este o companie producătoare de autovehicule speciale și autovehicule de transport de valori din România.
Clienții Nera Auto sunt firme de pază și transport valori, bănci, case de schimb valutar, magazine cu volum mare de numerar, alte entități care lucrează cu numerar.
Număr de angajați în 2009: 60
Cifra de afaceri în 2008: 5 milioane euro